# Indian Super League Golden Glove
L'Indian Super League Golden Glove è un riconoscimento calcistico annuale conferito al miglior portiere nel campionato di Indian Super League.
Il primo Indian Super League Golden Glove venne vinto nel 2014 da Jan Šeda, giocatore del Football Club Goa.

## Albo d'oro
| Stagione  | Nazione              | Giocatore              | Squadra         | Partite Giocate | Minuti per gol subiti | Salvataggi | Clean Sheet | Gol subiti |
| --------- | -------------------- | ---------------------- | --------------- | --------------- | --------------------- | ---------- | ----------- | ---------- |
| 2014      | Rep. Ceca (bandiera) | Jan Šeda               | FC Goa          | 14              | 143.3                 | 42         | 6           | 9          |
| 2015      | Armenia (bandiera)   | Apoula Edel            | Chennaiyin      | 13              | 90.0                  | 37         | 6           | 13         |
| 2016      | India (bandiera)     | Amrinder Singh         | Mumbai City     | 6               | 180.0                 | 8          | 5           | 3          |
| 2017-2018 | India (bandiera)     | Subrata Pal            | Jamshedpur      | 18              | 102.4                 | 44         | 7           | 15         |
| 2018-2019 | India (bandiera)     | Gurpreet Singh Sandhu  | Bengaluru       | 20              | 96.32                 | 61         | 7           | 19         |
| 2019-2020 | India (bandiera)     | Gurpreet Singh Sandhu  | Bengaluru       | 19              | 122.14                | 49         | 11          | 14         |
| 2020-2021 | India (bandiera)     | Arindam Bhattacharya   | ATK Mohun Bagan | 23              | 108.95                | 59         | 10          | 17         |
| 2021-2022 | India (bandiera)     | Prabhsukhan Singh Gill | Kerala Blasters | 20              | 83.52                 | 47         | 7           | 21         |
| 2022-2023 | India (bandiera)     | Vishal Kaith           | ATK Mohun Bagan | 24              | 115.53                | 67         | 12          | 19         |
| 2023-2024 | India (bandiera)     | Phurba Lachenpa        | Mumbai City     | 22              | 108.35                | 42         | 12          | 16         |
| 2024-2025 | India (bandiera)     | Vishal Kaith           | Mohun Bagan SG  | 26              | 124.74                | 75         | 15          | 18         |

## Statistiche della Indian Super League

### Vincitori classifica marcatori per squadra
| Titoli | Squadra                         | Stagioni                        |
| ------ | ------------------------------- | ------------------------------- |
| 3      | ATK Mohun Bagan/ Mohun Bagan SG | 2020-2021, 2022-2023, 2024-2025 |
| 2      | Bengaluru                       | 2018-2019, 2019-2020            |
| 2      | Mumbai City                     | 2016, 2023-2024                 |
| 1      | FC Goa                          | 2014                            |
| 1      | Chennaiyin                      | 2015                            |
| 1      | Jamshedpur                      | 2017-2018                       |
| 1      | Kerala Blasters                 | 2021-2022                       |

### Vincitori classifica marcatori per nazione
| Titoli | Nazione   |
| ------ | --------- |
| 9      | India     |
| 1      | Armenia   |
| 1      | Rep. Ceca |